# Église Saint-Henri (Wrocław)
Pour les articles homonymes, voir Église Saint-Henri.
L'église Saint-Henri est un édifice religieux catholique de style néogothique sise à Wrocław en Silésie (Pologne). Construite à la fin du XIXe siècle elle fut restaurée au début du XXIe siècle.

## Historique
Cette église est un édifice remarquable de l'architecture néogothique de la ville. Elle a été construite en 1891-1893 par Joseph Ebers, et consacrée en 1893 par le cardinal von Kopp. Elle doit son nom en l'honneur de saint Henri, patron de l'ancien évêque catholique de Breslau, Heinrich Förster. C'est la première église catholique d'importance à avoir été construite dans l'Empire allemand après la période du Kulturkampf qui gela les relations entre les catholiques et le gouvernement de Bismarck.
Fort endommagée lors des bombardements qui détruisirent une grande partie de la ville de Breslau à la fin de la Seconde Guerre mondiale elle fut restaurée dans les années 1950. Une nouvelle restauration fut faite au début du XXIe siècle.